# Limnebius corybus
Limnebius corybus är en skalbaggsart som beskrevs av Armand D'Orchymont 1945. Limnebius corybus ingår i släktet Limnebius och familjen vattenbrynsbaggar. Inga underarter finns listade i Catalogue of Life.